# ILY (I Love You Baby)
ILY (I Love You Baby), pierwotnie zatytułowany ILY (znany także jako ily) – singel amerykańskiego DJ Surf Mesa z gościnnym występem Emilee. Został wydany po raz pierwszy 26 listopada 2019 roku. Kiedy piosenka została ponownie wydana przez Astralwerks i Universal w lutym 2020 roku, zaczęła zdobywać popularność dzięki klipom tworzonym przez użytkowników aplikacji mobilnej TikTok. Piosenka od tego czasu znajdowała się na szczycie rumuńskiej listy Airplay 100. Następnie znalazła się w pierwszej dziesiątce w Austrii, Niemczech, Holandii i Szwajcarii, a także w pierwszej 40 w Australii, Belgii (Flandria i Walonia), Czechach, Danii, Estonii, Francji, Irlandii, Litwie, Polsce, Nowej Zelandii, Norwegii oraz Słowacji. Tekst piosenki w większości pochodzi z refrenu utworu „Can't Take My Eyes Off You” z 1967 roku autorstwa Frankiego Valli. 

## Tło i kompozycja
Pierwotnie był zatytułowany „ILY”; następnie nazwa utworu została zmieniona na „ILY (I Love You Baby)”, aby ułatwić ludziom znalezienie utworu. Mike Wass z Idolator opisał piosenkę jako „chorus on a loop over a dreamy synth-scape that falls somewhere between Petit Biscuit and Kasbo” (pol. refren w pętli z dodatkiem sennego brzmienia syntezatora, który plasuje się gdzieś pomiędzy Petit Biscuit i Kasbo) i pochwalił ją jako „the perfect soundtrack to any blissed-out moment” (pol. doskonałą ścieżkę dźwiękową do każdej błogiej chwili). Hits Daily Double nazwał ten utwór „the heating-up club banger” (pol. rozgrzewającą klubową petardą). 

## Notowania i certyfikaty
| Terytorium                   | Notowanie                             | Pozycja | Źr.    |
| ---------------------------- | ------------------------------------- | ------- | ------ |
| Australia                    | Top 50 Singles                        | 17      | [ 6 ]  |
| Austria                      | Ö3 Austria Top 40                     | 5       | [ 7 ]  |
| Belgia                       | Ultratop 50 Flanders                  | 11      | [ 8 ]  |
| Belgia                       | Ultratop 50 Wallonia                  | 27      | [ 9 ]  |
| Czechy                       | Singles Digitál Top 100               | 22      | [ 10 ] |
| Dania                        | Track Top-40                          | 38      | [ 11 ] |
| Estonia                      | Eesti Lood Tipp-40                    | 38      | [ 12 ] |
| Finlandia                    | Suomen virallinen lista (Radiosoitto) | 21      | [ 13 ] |
| Francja                      | Top Singles                           | 12      | [ 14 ] |
| Grecja                       | Digital Singles Chart                 | 78      | [ 15 ] |
| Holandia                     | Dutch Top 40                          | 9       | [ 16 ] |
| Holandia                     | Single Top 100                        | 13      | [ 17 ] |
| Irlandia                     | Top 100 Singles                       | 16      | [ 18 ] |
| Kanada                       | Canadian Hot 100                      | 37      | [ 19 ] |
| Litwa                        | Singlų Top 100                        | 11      | [ 20 ] |
| Łotwa                        | Latvijas Top 40                       | 2       | [ 21 ] |
| Macedonia Północna           | Radio Airplay Chart                   | 9       | [ 22 ] |
| Malta                        | Radio Airplay Chart                   | 14      | [ 23 ] |
| Meksyk                       | Mexico Airplay                        | 23      | [ 24 ] |
| Niemcy                       | Top 100 Single                        | 7       | [ 25 ] |
| Norwegia                     | VG-lista                              | 14      | [ 26 ] |
| Nowa Zelandia                | Hot Singles Sales                     | 16      | [ 27 ] |
| Polska                       | AirPlay – Top                         | 17      | [ 28 ] |
| Portugalia                   | Portugese Singles Chart               | 22      | [ 29 ] |
| Rosja                        | Top Week Hits                         | 14      | [ 30 ] |
| Rumunia                      | Airplay 100                           | 1       | [ 31 ] |
| Słowacja                     | Radio Top 100                         | 3       | [ 32 ] |
| Słowacja                     | Singles Digitál Top 100               | 15      | [ 33 ] |
| Słowenia                     | SloTop50                              | 33      | [ 34 ] |
| Stany Zjednoczone            | Hot 100                               | 72      | [ 35 ] |
| Stany Zjednoczone            | Mainstream Top 40                     | 29      | [ 36 ] |
| Stany Zjednoczone            | Hot Dance/Electronic Songs            | 3       | [ 37 ] |
| Stany Zjednoczone            | Rolling Stone                         | 58      | [ 38 ] |
| Szkocja                      | Scottish Singles Chart                | 9       | [ 39 ] |
| Szwajcaria                   | Singles Top 100                       | 4       | [ 40 ] |
| Szwajcaria                   | Romandie Singles Top 20               | 6       | [ 41 ] |
| Szwecja                      | Sverigetopplistan                     | 24      | [ 42 ] |
| Ukraina                      | Ukraine Airplay Chart                 | 42      | [ 43 ] |
| Węgry                        | Single Top 40                         | 18      | [ 44 ] |
| Węgry                        | Stream Top 40                         | 19      | [ 45 ] |
| Wielka Brytania              | UK Singles Chart                      | 22      | [ 46 ] |
| Włochy                       | Singles Chart                         | 34      | [ 47 ] |
| WNP                          | Top Radio Hits                        | 11      | [ 48 ] |
| Zjednoczone Emiraty Arabskie | Radio Airplay Chart                   | 15      | [ 49 ] |

| Terytorium | Notowanie          | Pozycja | Źr.    |
| ---------- | ------------------ | ------- | ------ |
| Rosja      | Top Month Hits     | 14      | [ 50 ] |
| Rosja      | Top Month New Hits | 14      | [ 51 ] |
| Ukraina    | Top Month Hits     | 95      | [ 52 ] |
| Ukraina    | Top Month New Hits | 51      | [ 53 ] |

| Kraj                          | Certyfikat         | Sprzedaż | Źr.    |
| ----------------------------- | ------------------ | -------- | ------ |
| Australia (ARIA)              | platynowa płyta    | 70 000+  | [ 54 ] |
| Belgia (BEA)                  | złota płyta        | 20 000+  | [ 55 ] |
| Francja (SNEP)                | złota płyta        | 100 000+ | [ 56 ] |
| Kanada (MC)                   | platynowa płyta    | 80 000+  | [ 57 ] |
| Niemcy (BVMI)                 | złota płyta        | 200 000+ | [ 58 ] |
| Nowa Zelandia (RMNZ)          | złota płyta        | 15 000+  | [ 59 ] |
| Polska (ZPAV)                 | 3× platynowa płyta | 60 000+  | [ 60 ] |
| Stany Zjednoczone (RIAA)      | złota płyta        | 500 000+ | [ 61 ] |
| Szwajcaria (IFPI Switzerland) | 2× platynowa płyta | 40 000+  | [ 62 ] |
| Włochy (FIMI)                 | złota płyta        | 35 000+  | [ 63 ] |